# Hylaeus verticalis
Hylaeus verticalis is een vliesvleugelig insect uit de familie Colletidae. De wetenschappelijke naam van de soort is voor het eerst geldig gepubliceerd in 1869 door Cresson.